# Nephropidae
Los nefrópidos (Nephropidae) son una familia de crustáceos decápodos. Habitan en los fondos marinos de gran parte del mundo, por la mayor parte de especies cerca de la costa.

## Características
El cuerpo se divide en dos partes claramente diferenciadas: el cefalotórax o cabeza y el abdomen o cola y como los demás artrópodos, son bilateralmente simétricos. La cabeza posee algunas espinas y el rostro es pequeño. En él destacan dos ojos protuberantes protegidos por sendas proyecciones espinosas. Tienen diez patas, de las cuales dos terminan en pinzas y ocho terminan en apéndices destinados a la marcha sobre el fondo marino.

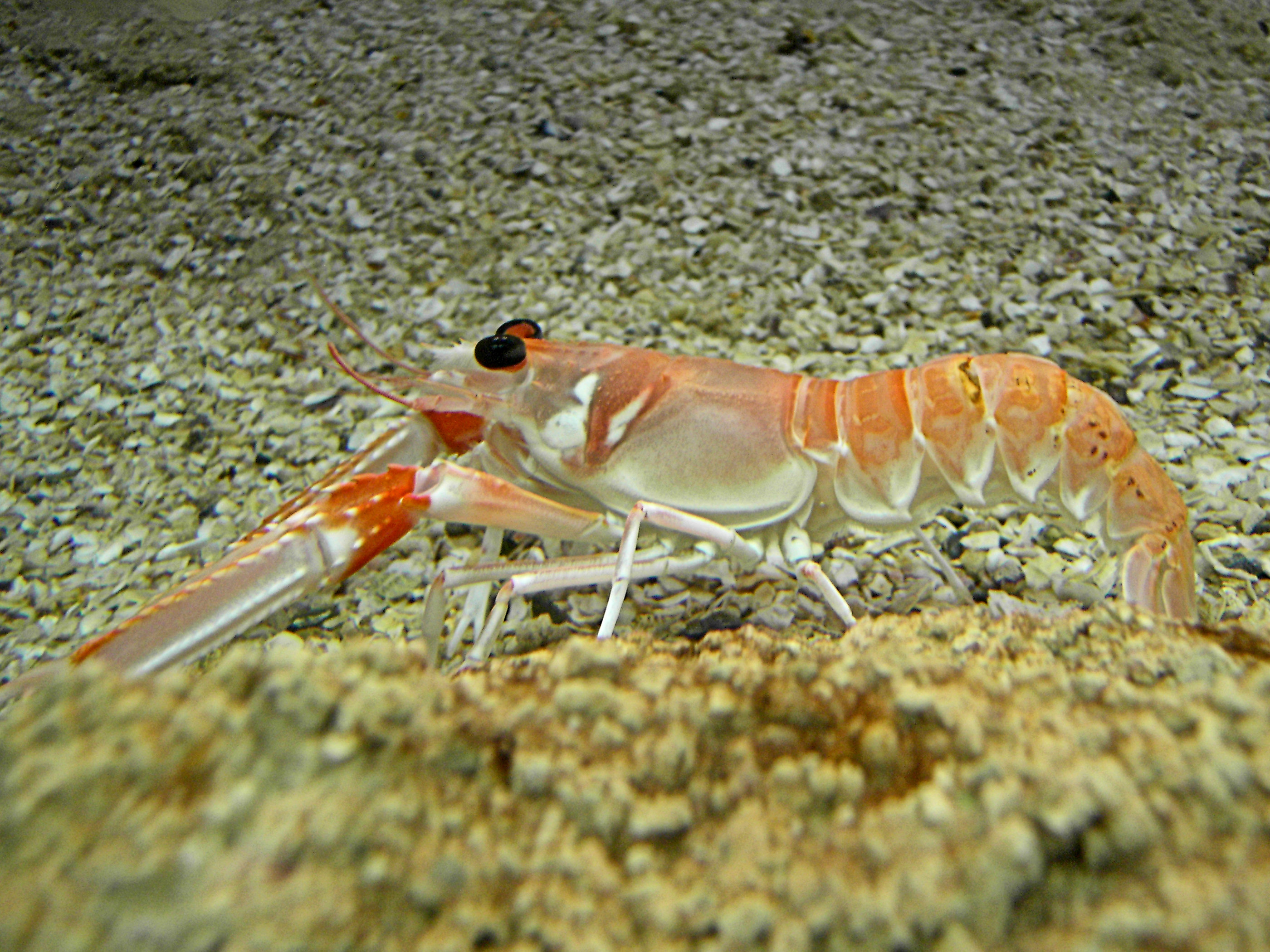
Cigala.

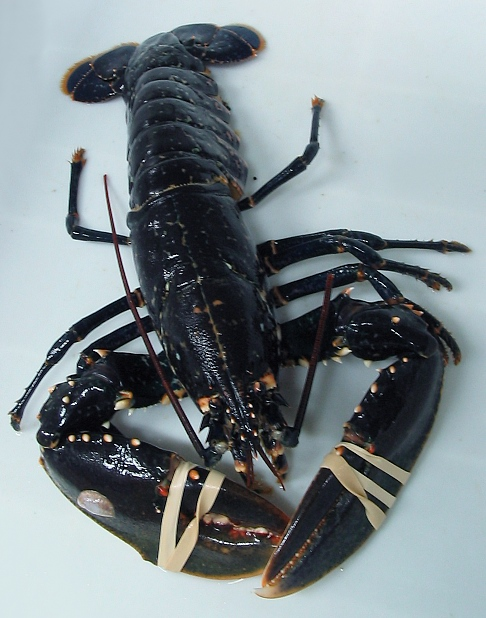
Bogavante europeo (Homarus gammarus) con antenas recortadas.

Como todos los crustáceos decápodos, el cuerpo de los nefrópidos está dividido en cefalotórax y abdomen, por lo que la estructura corporal es alargada a diferencia de los cangrejos. Los nefrópidos constan de un total de 20 segmentos (somitas), cada uno de los cuales tiene un par de extremidades.
El cefalotórax está cubierto por el llamado caparazón, que termina anteriormente en un rostrum y cubre lateralmente tanto las fijaciones de las extremidades como las cámaras respiratorias con las branquias. La presencia, el tipo y la forma de las púas, espinas, crestas o depresiones del caparazón o del rostrum es una característica distintiva importante de las especies de nefrópidos.
Los ojos están presentes, pigmentados y son móviles, pero también pueden ser pequeños, inmóviles y no pigmentados en algunas especies de aguas profundas. Todas los nefrópidos tienen dos pares de antenas, que sirven como órganos sensoriales. El primer par es bipartito y más corto que el segundo, que a veces supera la longitud del cuerpo. A diferencia del primer par, el segundo se puede dividir en endo- y exopodito y luego tiene un llamado escafocerito.
Las extremidades bucales están situadas en los tres últimos segmentos de la cabeza y los tres primeros del tórax, con las que se puede triturar e ingerir el alimento. Las extremidades son, de delante hacia atrás: un par de mandíbulas, dos pares de maxilares y tres maxilípedoss en los segmentos torácicos. Las patas están situadas entre el cuarto y el octavo segmento del tórax. Los tres primeros pares de patas están equipados con tijeras, de las cuales el primer par de patas lleva el par de tijeras más grande y llamativo. Éstas pueden tener la misma forma o, como en Dinochelus ausubeli, tener un aspecto muy diferente. Las pinzas pueden ser completamente lisas (género Homarus) o peludas (por ejemplo, Nephropsis) y tener innumerables espinas. El cuarto y quinto par de patas siempre carecen de tijeras.
Los seis segmentos del abdomen no están unidos de forma inamovible como los del cefalotórax, de modo que cada segmento individual tiene su propia coraza. Lateralmente, esta armadura termina en la llamada pleura, que cubre las extremidades del abdomen, las patas natatorias, en la base. Las pleuras pueden o no superponerse entre sí y presentan un interés taxonómico debido a sus diferentes formas. Las dos primeras patas natatorias forman parte de los órganos reproductores. El primer par de los machos está endurecido, mientras que el de las hembras es bipartito y móvil. En el segundo par de patas natatorias de los machos se encuentra el llamado apéndice masculino. Los llamados apéndices internos pueden estar presentes o ausentes en ambos sexos.
El sexto segmento abdominal, es decir, el vigésimo segmento corporal, lleva los urópodos. Junto con el telson caudal, forman el abanico caudal. Los urópodos están siempre completamente desarrollados y pueden diferenciarse en endópodos y exópodos morfológicamente idénticos. Una diéresis, una depresión transversal, puede estar presente o ausente en los exópodos.

## Gastronomía y confusiones lingüísticas

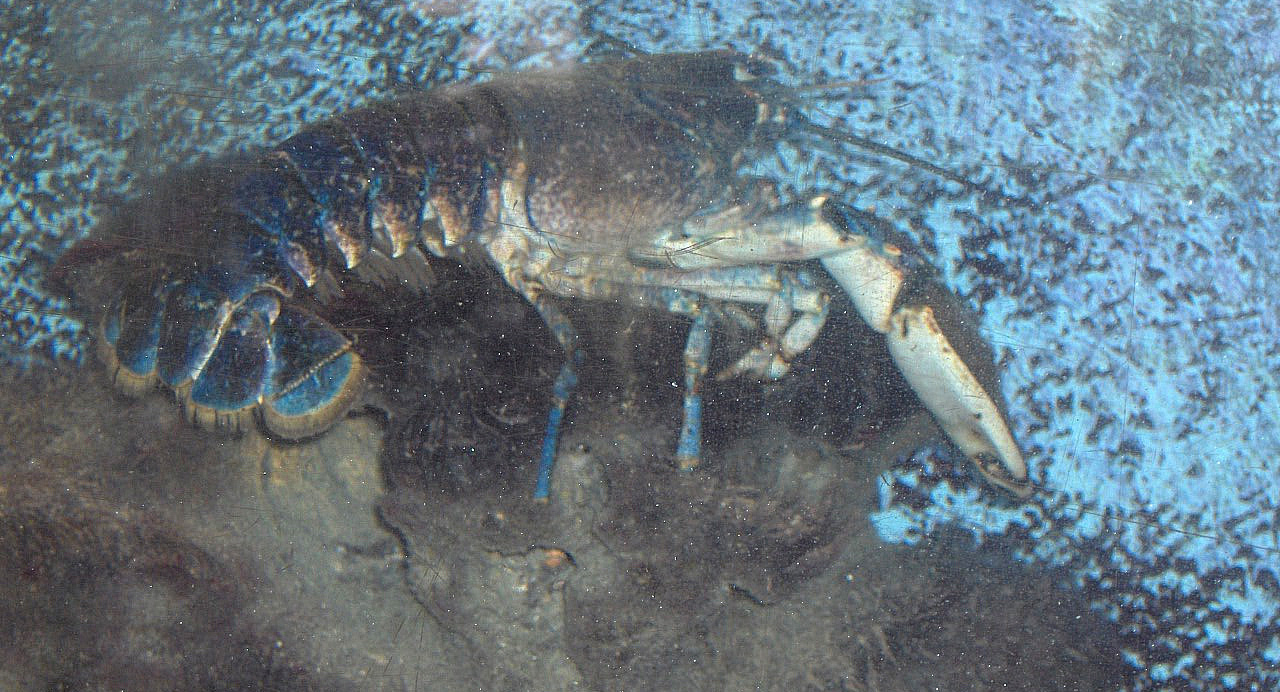
Bogavante europeo (Homarus gammarus)

Algunas especies de nefrópidos son muy apreciadas por su alto valor culinario, siendo los bogavantes los nefrópidos de mayor valor financiero y gustativo. Muchos hispanohablantes cometen el error de llamar «langostas» a los bogavantes. Eso se debe a la creciente presencia del idioma inglés en la vida cotidiana y porque las langostas también son crustáceos marinos comestibles. Efectivamente el inglés hace uso de un único substantivo para ambos conjuntos de especies. Llama lobsters a los bogavantes y spiny lobsters (literalmente 'bogavantes espinosos') a las langostas. Pero en realidad, en español, ninguna de las dos especies existentes de bogavante recibe el apelativo de «langosta» y contrariamenbte al inglés la lengua española usa términos diferenciados. Las dos especies existentes de bogavante son el bogavante europeo (Homarus gammarus) y el bogavante americano (Homarus americanus). Como todos los nefrópidos, los bogavantes tienen dos pinzas delanteras claramente desarrolladas en los extremos del primer par de patas, lo cual les deja cuatro pares de patas principales para poder desplazarse sobre el fondo marino. En cambio las langostas, que son palinúridos y no nefrópidos, no tienen pinzas en las patas principales y usan sus cinco pares de patas para la locomoción. Además las langostas tienen antenas mucho más desarrolladas que las de los bogavantes. Otros crustáceos de otras familias también reciben el apelativo lobster en lengua inglesa y tampoco es correcto llamarlas ni «langostas» ni «bogavantes» en español, como por ejemplo numerosas especies de cangrejos de río o también especies de taxones tales como Astacidae, Scyllaridae o Reptantia, entre otros.
Para más información sobre la gastronomía de los nefrópidos véanse los artículos que tratan sobre los bogavantes (Homarus) y sobre las cigalas (Nephrops norvegicus).

## Hábitat
Las especies de Nephropidae se encuentran probablemente en todos los océanos del mundo, excepto en los mares polares. Dependiendo de la especie, viven a pocos metros bajo el nivel del mar en la plataforma continental o en las profundidades marinas, en el caso de Thymopsis nilenta, a profundidades de hasta 3000 m..
Los nefrópidos viven en fondos rocosos, arenosos o fangosos, y generalmente de forma solitaria en hendiduras o madrigueras debajo de las rocas. En función de las especies se les encuentra desde la línea costera hasta más allá de la plataforma continental. Las condiciones ambientales del hábitat en el que viven pueden variar de un océano a otro, pero la temperatura ambiente no presenta grandes fluctuaciones dado que habitan en una inmensa masa de agua, que es el océano.

## Especies
El registro fósil de Nephropidae se remonta al período Valanginiense del Cretácico (hace 140 millones de años).
Son un grupo taxonómico relativamente pequeño (118 especies distribuidas en 18 géneros; 67 especies en 7 géneros con registro fósil), y sus esqueletos se conservan con menos facilidad que los de los organismos de caparazón más duro. Sin embargo, como familia son geológicamente muy antiguas [Cretácico Inferior (Valanginiense) - Reciente], geográficamente extendidas y ecológicamente diversas (intermareal-abisal, euritermal, etc.), y sus cuerpos son morfológicamente distintivos. Aunque el registro de langostas difícilmente proporciona grandes cifras para los métodos estadísticos, abarca el límite K/T y es tenida en cuenta en relación con la extinción del límite K/T.
Esta lista contiene todas las especies existente en la actualidad en la familia Nephropidae:
- Acanthacaris

- Acanthacaris caeca A. Milne-Edwards, 1881
- Acanthacaris tenuimana Bate, 1888

- Dinochelus Ahyong, Chan & Bouchet, 2010

- Dinochelus ausubeli Ahyong, Chan & Bouchet, 2010

- Eunephrops Smith, 1885

- Eunephrops bairdii Smith, 1885
- Eunephrops cadenasi Chace, 1939
- Eunephrops luckhursti Manning, 1997
- Eunephrops manningi Holthuis, 1974

- Homarinus Kornfield, Williams & Steneck, 1995

- Homarinus capensis (Herbst, 1792) – Langosta del Cabo

- Homarus Weber, 1795

- Homarus americanus H. Milne-Edwards, 1837 – Bogavante americano
- Homarus gammarus (Linnaeus, 1758) – Bogavante europeo

- Metanephrops Jenkins, 1972

- Metanephrops andamanicus (Wood-Mason, 1892) – Cigala de Andamán
- Metanephrops arafurensis (De Man, 1905)
- Metanephrops armatus Chan & Yu, 1991
- Metanephrops australiensis (Bruce, 1966) – Cigala australiana
- Metanephrops binghami (Boone, 1927) – Cigala del Caribe
- Metanephrops boschmai (Holthuis, 1964) – Cigala Bight
- Metanephrops challengeri (Balss, 1914) – New Zealand scampi
- Metanephrops formosanus Chan & Yu, 1987
- Metanephrops japonicus (Tapparone-Canefri, 1873) – Cigala japonesa
- Metanephrops mozambicus Macpherson, 1990
- Metanephrops neptunus (Bruce, 1965)
- Metanephrops rubellus (Moreira, 1903)
- Metanephrops sagamiensis (Parisi, 1917)
- Metanephrops sibogae (De Man, 1916)
- Metanephrops sinensis (Bruce, 1966) – Cigala China
- Metanephrops taiwanicus (Hu, 1983)
- Metanephrops thomsoni (Bate, 1888)
- Metanephrops velutinus Chan & Yu, 1991

- Nephropides Manning, 1969

- Nephropides caribaeus Manning, 1969

- Nephrops Leach, 1814

- Nephrops norvegicus (Linnaeus, 1758) – Cigala de Noruega

- Nephropsis Wood-Mason, 1872

- Nephropsis acanthura Macpherson, 1990
- Nephropsis aculeata Smith, 1881 – Langostilla de la Florida
- Nephropsis agassizii A. Milne-Edwards, 1880
- Nephropsis atlantica Norman, 1882
- Nephropsis carpenteri Wood-Mason, 1885
- Nephropsis ensirostris Alcock, 1901
- Nephropsis holthuisii Macpherson, 1993
- Nephropsis malhaensis Borradaile, 1910
- Nephropsis neglecta Holthuis, 1974
- Nephropsis occidentalis Faxon, 1893
- Nephropsis rosea Bate, 1888
- Nephropsis serrata Macpherson, 1993
- Nephropsis stewarti Wood-Mason, 1872
- Nephropsis suhmi Bate, 1888
- Nephropsis sulcata Macpherson, 1990

- Thaumastocheles Wood-Mason, 1874

- Thaumastocheles dochmiodon Chan & Saint Laurent, 1999
- Thaumastocheles japonicus Calman, 1913
- Thaumastocheles zaleucus (Thomson, 1873)

- Thaumastochelopsis Bruce, 1988

- Thaumastochelopsis brucei Ahyong, Chu & Chan, 2007
- Thaumastochelopsis wardi Bruce, 1988

- Thymopides Burukovsky & Averin, 1977

- Thymopides grobovi (Burukovsky & Averin, 1976)
- Thymopides laurentae Segonzac & Macpherson, 2003

- Thymops Holthuis, 1974

- Thymops birsteini (Zarenkov & Semenov, 1972)

- Thymopsis Holthuis, 1974

- Thymopsis nilenta Holthuis, 1974

## Captura
El mercado estadounidense de bogavantes y cigalas está dominado por bogavantes americanos, Homarus americanus, capturados
del noreste de Estados Unidos y el sureste de sureste de Canadá, pero también especies más pequeñas de bogavantes de otras partes del mundo,
normalmente congelados o en conserva. La pesca de estos animales se concentra decididamente en determinadas zonas del mundo debido a la distribución de las especies, y esto puede reconocerse observando las capturas regionales y por especies. 
La Organización de las Naciones Unidas para la Agricultura y la Alimentación Naciones Unidas (FAO) ha dividido el mundo en 27 grandes zonas pesqueras. Diecinueve de ellas son zonas de pesca marina, pero la distribución de la langosta, bogavante y cigala se limita a 14 de ellas, es decir, las aguas costeras relativamente poco profundas de los continentes e islas, plataformas de bajíos y algunos montes submarinos. Además, la distribución mundial de estos animales puede dividirse también en templadas, subtropicales y tropicales. De esta división se desprenden los siguientes datos sobre la pesca de Nephropoidea.
La pesca de Nephropoidea se concentran en la región templada del Atlántico Norte, aunque se pescan en menor medida en aguas más frías al borde de la plataforma continental en el Golfo de México, Mar Caribe, Atlántico Sur a lo largo de la costa de Brasil y el océano Índico.  La captura media anual de bogavantes y cigalas durante el periodo de 7 años 1975-82 fue el 45 % de los 182 mil toneladas anuales de langosta, bogavantes y cigalas para ese periodo, y la captura comparable de bogavantes fue del 18 %.
Sin embargo, el rendimiento cárnico (colas) de estas últimas representa sólo el 10 % de su peso total. 
En las tres zonas climáticas, una o dos especies destacan por encima de sus vecinas en volúmenes capturados: Homarus americanus y
Nephrops norvegicus en la zona templada.